# Вілладозе
Вілладозе (італ. Villadose, вен. Viładóxe) — муніципалітет в Італії, у регіоні Венето,  провінція Ровіго.
Вілладозе розташоване на відстані близько 360 км на північ від Рима, 55 км на південний захід від Венеції, 10 км на схід від Ровіго.
Населення — 5163 особи (2014).

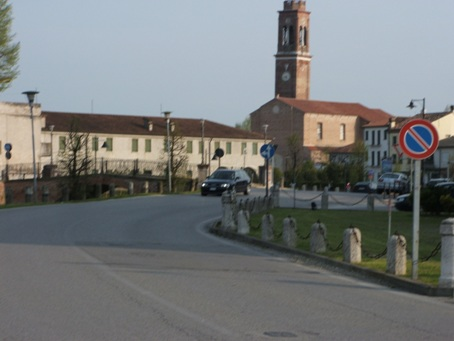

Щорічний фестиваль відбувається 6 листопада. Покровитель — San Leonardo.

## Демографія
Населення за роками:

Станом на 1 січня 2023 року в муніципалітеті офіційно проживало 214 іноземців з 25 країн, серед них 54 громадяни країн Євросоюзу та 12 громадян України.

## Сусідні муніципалітети
- Адрія
- Череньяно
- Ровіго
- Сан-Мартіно-ді-Венецце